# Preparing for the Matinee
Preparing for the Matinee (Nederlands: Voorbereiden op de middagvoorstelling) is een schilderij van de Amerikaanse kunstschilder Edmund Tarbell uit 1907, 116 x 90 centimeter groot. Het toont een jonge vrouw die zich opmaakt voor een spiegel, in een stijl die doet denken aan Johannes Vermeer. Sinds 1982 bevindt het schilderij zich in de collectie van het Indianapolis Museum of Art.

## Context
Na een studieperiode in Europa, onder andere in België, vestigde Tarbell zich in 1886 in Boston. Kort daarna huwde hij Emiline Souter, dochter uit een vooraanstaande familie uit de chique wijk Dorchester. Tarbell kwam daarmee terecht in vooraanstaande kringen en zou ook altijd de naam houden een gedistingeerd kunstenaar te zijn. Hij schilderde vaak portretten, vooral van vrouwen, en koos zijn modellen doorgaans uit zijn eigen omgeving: vaak zijn vrouw of later een van zijn drie dochters, dikwijls ook uit hun kennissenkring. Meestal beeldde hij hen af in een huiselijke omgeving, hoewel zijn modellen meestal voor hem poseerden in zijn atelier.
Het model op Preparing for the Matinee is geïdentificeerd als Miss Charlotte Barton West (1887-1952), een vriendin van de kunstschilder, die later ook nog uitgebreid met hem zou corresponderen. Barton poseerde vaker voor Tarbell, onder andere ook voor zijn in een vergelijkbare stijl geschilderde Girl reading uit 1909.

## Stijl en afbeelding
In Europa onderging Tarbell de invloed van het impressionisme en zijn vroege werk heeft dan ook een sterk impressionistisch karakter. In zijn latere werk, na de eeuwwisseling, is nadrukkelijk de invloed van Johannes Vermeer herkenbaar, met name in het gebruik van lichteffecten, stiltecreatie en het verfijnde penseelgebruik. Preparing for the Matinee is hiervan een typerend voorbeeld. De energieke, lossere penseelvoering in met name de blouse en de haren van zijn model verraden echter nog steeds zijn impressionistische wortels. Het is deze combinatie en de inherente contrastwerking die zijn werk uniek maken. Het doet hem uitstijgen boven andere Vermeer-navolgers, los van een uitzonderlijk technisch meesterschap dat hij aan de dag legt.
Tarbell portretteert Charlotte Barton zittend in een solide fauteuil met een fijn matgroen patroon, dat contrasteert met haar grovere, oplichtende blouse. Het interieur oogt sober. Hij creëert een sfeer van harmonie, stilte en charmante distinctie. Barton zit voor een grote spiegel en is net bezig een met parels bezette haarpen vast te maken. Haar kleding is bijzonder elegant, waarbij de in lossere jurk en haren duiden op een zekere opwinding. Klaarblijkelijk en ook getuige de titel gaat ze uit, naar een matinee. Een atmosferisch daglicht valt van achter het model naar beneden, een deel van haar gezicht in de schaduw plaatsend. Opvallend detail en een directe verwijzing naar zijn grote voorbeeld is de hoek van het schilderij rechtsboven, waarin bij nadere beschouwing Vermeers De muziekles herkenbaar is.

## Herkomst
Preparing for the Matinee werd in 1909 van de kunstenaar gekocht door de Washington-universiteit in Saint Louis. Later leende de universiteit het schilderij uit aan het Saint Louis Art Museum, om het in 1945 te koop aan te bieden via Kende Galleries in New York, die het weer doorverkocht aan een galerie in Chicago. Het werk werd uiteindelijk gekocht door John G. Rauch uit Indianapolis. In 1982 doneerde zijn vrouw het portret aan het plaatselijke Museum of Art.

## Galerij

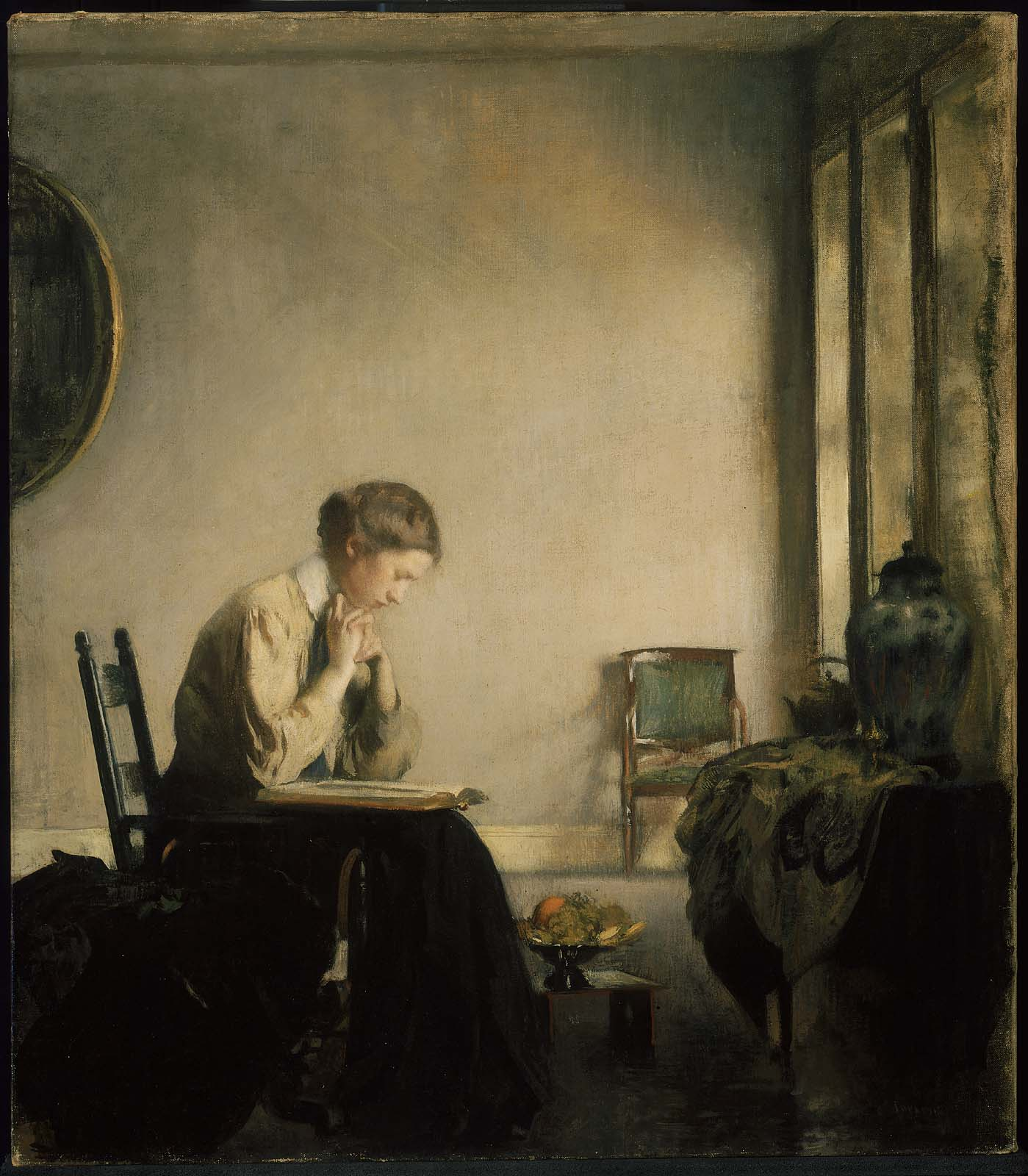
Girl reading, 1909, Museum of Fine Arts te Boston, net als Preparing for the Matinee geschilderd in Tarbells atelier met Barton als model. Links is dezelfde spiegel te zien.
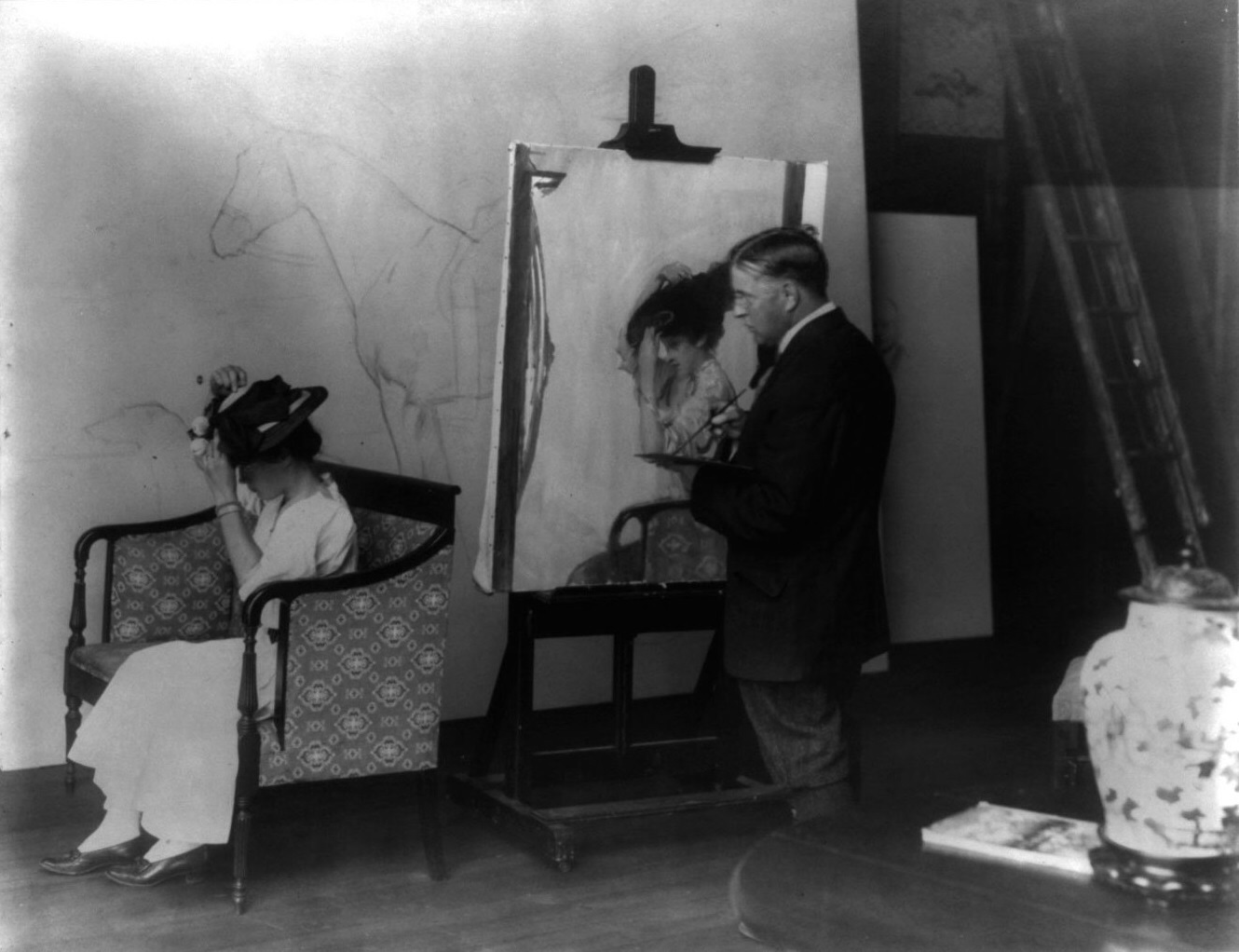
Tarbell in zijn studio aan het werk aan Preparing for the Matinee, in een fase dat het schilderij nog op diverse onderdelen afweek van het uiteindelijke resultaat.
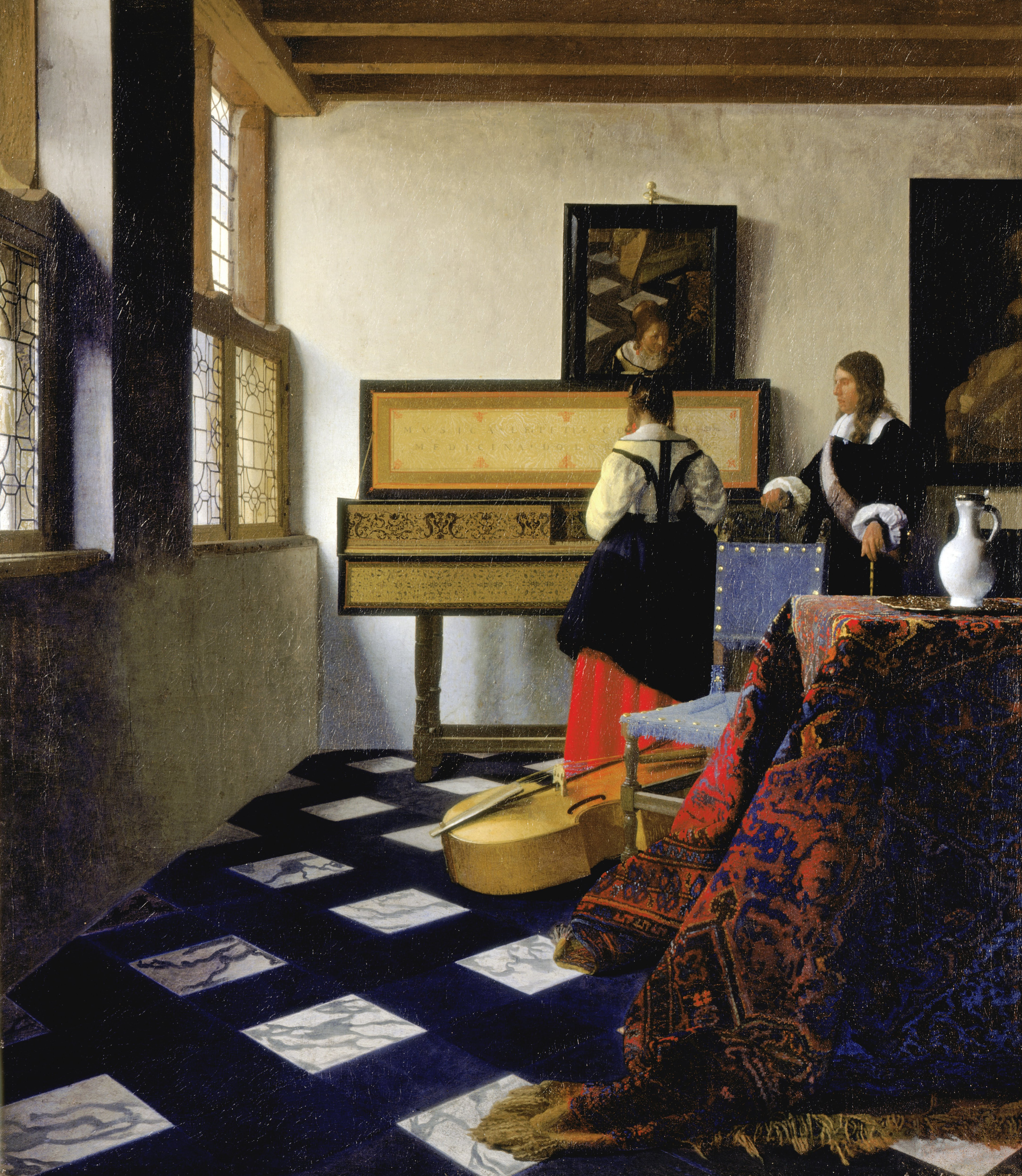
Vermeers De muziekles, waarvan een gedeelte herkenbaar is rechtsboven in Tarbells Preparing for the Matinee.